# Jordan Elsass
Jordan Elsass est un acteur américain, né le 28 août 2001 à Kingman (Arizona).
Il se fait connaître à la télévision grâce aux rôles de Trip Richardson dans Little Fires Everywhere (2020) de Jonathan Kent dans Superman et Loïs (2021).

## Biographie
Jordan Elsass naît le 28 août 2001 à Kingman, en Arizona.
Il commence sa carrière à l'âge de 4 ans, à la télévision.
En avril 2019, aux côtés de Rosemarie DeWitt, Jade Pettyjohn, Gavin Lewis, Megan Stott et Lexi Underwood, il est engagé pour la mini-série dramatique Little Fires Everywhere, adaptée du roman La Saison des feux de Celeste Ng et diffusée en mars 2020 sur la chaîne Hulu
En février 2020, il est choisi, avec Alex Garfin, pour incarner les deux enfants de Superman, Jonathan et Jordan Kent, dans la série de super-héros Superman et Loïs (Superman & Lois), diffusée en février 2021 sur The CW, aux côtés de Tyler Hoechlin et Bitsie Tulloch incarnant leurs parents, Clark Kent et Loïs Lane.
En mai 2021, il apparaît dans le rôle secondaire de Tyler Young dans la série Panic, diffusée sur Prime Video.

## Filmographie

### Cinéma

#### Longs métrages
- 2016 : Macabre de Robert Lloyd Moore : Peter Cole
- 2017 : Discreet de Travis Mathews : Zach
- 2018 : People with Issues de Dan Siegelstein : Kyle

prochainement
- n/a : Poets Never Die de Stavros Sideras

#### Courts métrages
- 2014 : Long Night de Kent Juliff : le jeune comique
- 2016 : Special Flavor de Nathanael Vorce : Tom
- 2016 : The Secession de Jay Hubert : Tyler
- 2016 : The Letter E de Mira Lippold-Johnson : Aaron
- 2016 : Disavowed de Kerbi Slusser : Linus, adolescent
- 2017 : Dave de Lauren Pruitt : Wyatt
- 2018 : Battle of Algiers de Jason Habel : Carl
- 2018 : Ego and Caffeine d'April Johnson : Lucas
- 2019 : Pegasus: Pony with a Broken Wing de Giorgio Serafini : Peter
- 2019 : Sister Aimee de Samantha Buck et Marie Schlingmann : Nelson Lorris

### Télévision

#### Téléfilm
- 2016 : Forward de Danyelle Cavaness-Weatherford : Dylan Davies

#### Séries télévisées
- 2016 : I Heart My School : Eric (saison 3, épisode 1 : Accept No Substitutes (The Principal's Office))
- 2016 : Professor Isle's Laboratory : Poindexter l'original, frère de Tuana (saison 1, épisode 7 : Mistaken Identicals)
- 2017 : The Long Road Home : Eric, 17 ans (saison 1, épisode 7 : Abandon Hope)
- 2018 : Skam Austin : le petit-copain qui défend (saison 1, épisode 7 : It was never going to be OK)
- 2019 : Vindication : Tyler Huff (saison 1, épisode 8 : Face To Face)
- 2020 : Little Fires Everywhere : Trip Richardson (mini-série, 7 épisodes)
- 2021 : Tell Me Your Secrets : Bryce Slaughter (saison 1, épisode 4 : I Don't Know You)
- 2021 : Panic : Tyler Young (9 épisodes)
- 2021-2022 : Superman et Loïs (Superman & Lois) : Jonathan Kent (30 épisodes)